# Симонівська сільська рада (Ємільчинський район)
Симонівська сільська рада — колишня адміністративно-територіальна одиниця та орган місцевого самоврядування у Барашівському і Ємільчинському районах Коростенської і Волинської округ, Київської й Житомирської областей Української РСР та України з адміністративним центром у с. Симони.

## Населені пункти
Сільській раді підпорядковувалися населені пункти:
- с. Симони
- с. Брідок
- с. Червоний Бір

## Населення
Кількість населення ради станом на 1923 рік становила 2 041 особу, кількість дворів — 345.
Кількість населення сільської ради станом на 1924 рік становила 2 801 осіб.
Відповідно до результатів перепису населення СРСР, кількість населення ради станом на 12 січня 1989 року становила 1 000 осіб.
Станом на 5 грудня 2001 року, відповідно до перепису населення України, кількість мешканців сільської ради становила 763 особи.

## Склад ради
Рада складалася з 12 депутатів та голови.

### Керівний склад сільської ради
| ПІБ                          | Основні відомості                                                               | Дата обрання | Дата звільнення |
| ---------------------------- | ------------------------------------------------------------------------------- | ------------ | --------------- |
| Денисюк Володимир Андрійович | Сільський голова, 1953 року народження, освіта, безпартійний                    | 26.03.2006   | 31.10.2010      |
| Денисюк Володимир Андрійович | Сільський голова, 1953 року народження, освіта середня спеціальна, безпартійний | 31.10.2010   |                 |

Примітка: таблиця складена за даними джерела

## Історія
Створена 1923 року в складі с. Симони, колоній Кляринська Янівка, Сербинівка та слобід Клярин (згодом — Брідок) і Нехворощ Барашівської волості Житомирського повіту Волинської губернії. 12 січня 1924 року, відповідно до рішення Волинської ГАТК (протокол № 6/1 «Про зміни в межах округів, районів і сільрад»), підпорядковано слоб. Царів Бір, урочища Царів Борок (згодом — Червоний Бір), Гаврилова Піч та Ходиха Євгенівської сільської ради Барашівського району Коростенської округи. 26 березня 1925 року слоб. Нехворощ передано до складу новоутвореної Бастово-Руднянської сільської ради Барашівського району. На 1 жовтня 1941 року слоб. Царів Бір, кол. Кляринська Янівка та урочища Гаврилова Піч і Ходиха не перебували на обліку населених пунктів.
Станом на 1 вересня 1946 року сільська рада входила до складу Барашівського району Житомирської області, на обліку в раді перебували села Брідок, Сербинівка та Симони.
11 серпня 1954 року, відповідно до указу Президії Верховної ради Української РСР «Про укрупнення сільських рад по Житомирській області», до складу ради приєднано с. Верби ліквідованої Вербівської сільської ради Барашівського району. 29 червня 1960 року, відповідно до рішення Житомирського облвиконкому № 683 «Про об'єднання деяких населених пунктів в районах області», с. Сербинівка об'єднане із с. Симони. 20 травня 1963 року, відповідно до рішення Житомирського облвиконкому № 241 «Про зміни в адміністративно-територіальному поділі Малинського та Ємільчинського районів», села Верби та Червоний Бір передані до складу відновленої Вербівської (згодом — Березівська) сільської ради Ємільчинського району.
На 1 січня 1972 року сільська рада входила до складу Ємільчинського району Житомирської області, на обліку в раді перебували села Брідок та Симони.
17 вересня 1998 року, відповідно до рішення Житомирської обласної ради «Про підпорядкування с. Червоний Бір Березівської сільради Ємільчинського району Симонівській сільраді», підпорядковано с. Червоний Бір Березівської сільської ради Ємільчинського району.
Ліквідована 14 листопада 2017 року через об'єднання до складу Ємільчинської селищної територіальної громади Ємільчинського району Житомирської області.
Входила до складу Барашівського (7.03.1923 р.) та Ємільчинського (30.12.1962 р.) районів.